# Cinque Terre (Wein)

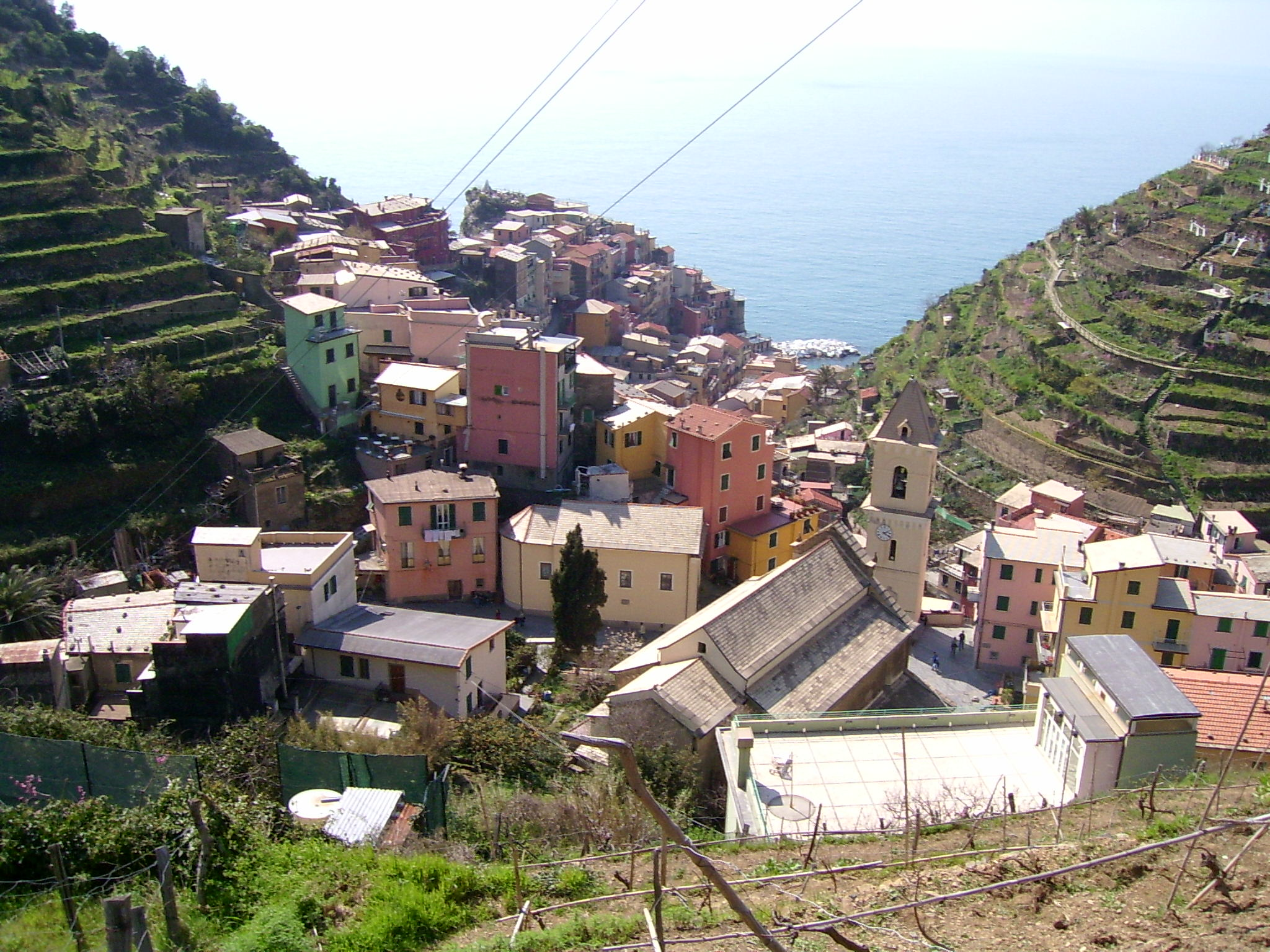
Die Rebflächen bei Manarola

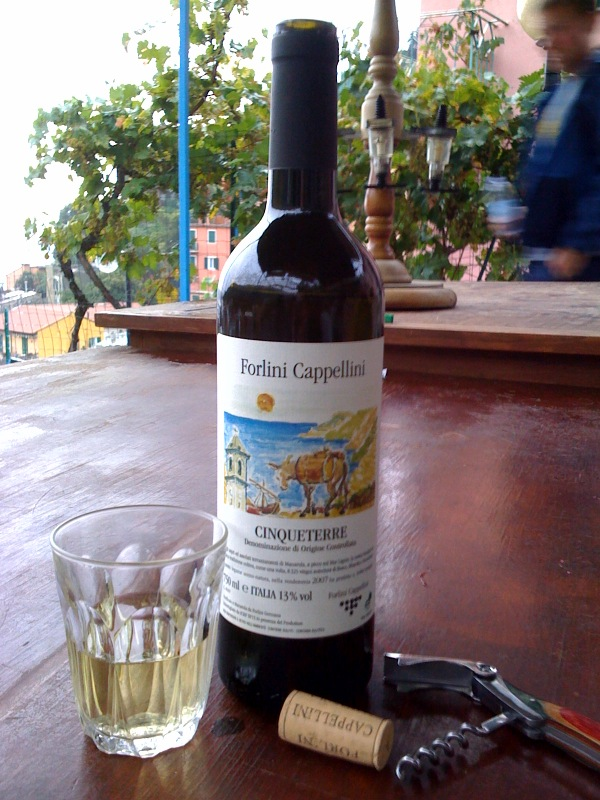
DOC-Wein Cinque Terre

Cinque Terre und Cinque Terre Sciacchetrà sind Weißweine und Süßweine bzw. Likörweine aus den Cinque Terre in der norditalienischen Provinz La Spezia (Region Ligurien). Seit dem 29. Mai 1973 verfügen die Weine über den Status einer Denominazione di origine controllata, die zuletzt am 7. März 2014 aktualisiert wurde.

## Anbaugebiet
Der Anbau ist in der in den Gemeinden Riomaggiore, Vernazza und Monterosso al Mare gestattet.

## Herstellung
Die Weine werden zu mindestens 40 % aus der Rebsorte Bosco hergestellt. Höchstens 40 % Albarola- und/oder Vermentino-Trauben dürfen zugesetzt werden sowie höchstens 20 % andere analoge Rebsorten, die für den Anbau in der Provinz La Spezia zugelassen sind.
Folgende Weintypen werden in den „Unterzonen“ hergestellt:
- Cinque Terre
- Cinque Terre Costa de Sera
- Cinque Terre Costa de Campu
- Cinque Terre Costa da Posa

sowie der

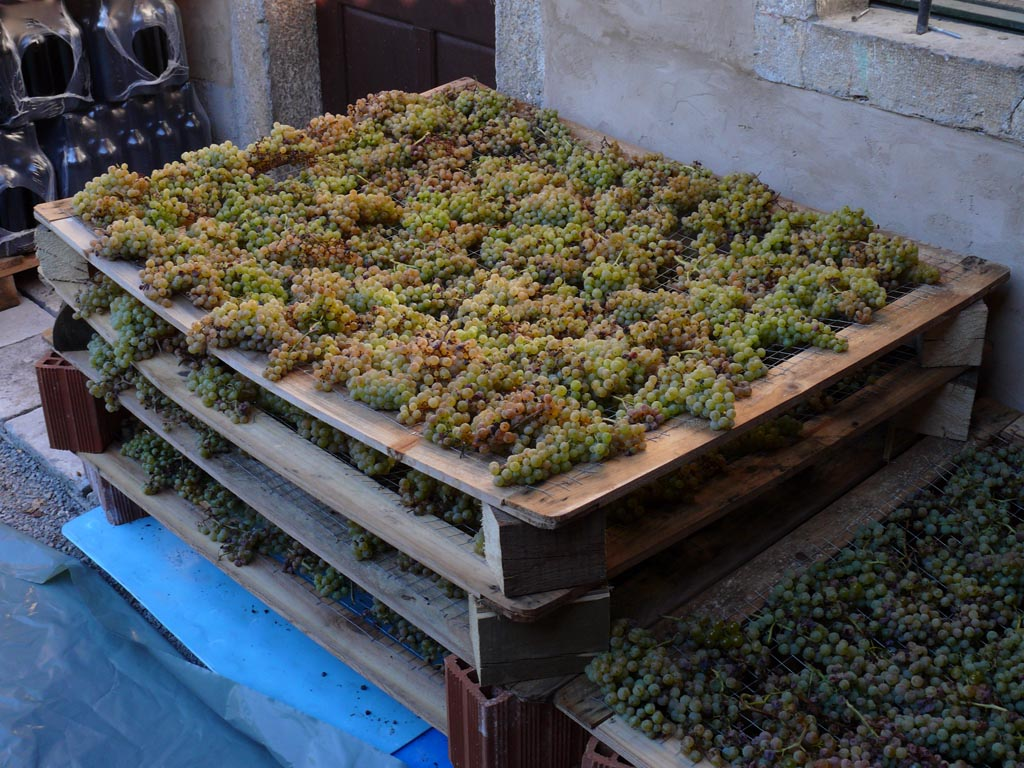
Gestell zur Trocknung der Trauben (für Passito)

- Cinque Terre Sciacchetrà – ein Süß- oder Likörwein (je nach Ausbau). Es gibt ihn auch als „Passito“ und „Riserva“. Der Hektarertrag liegt aufgrund der Weinherstellung bei niedrigen 31,5 hl/ha. Vor der alkoholischen Gärung werden die Trauben getrocknet (teilrosiniert, siehe auch den Begriff Passito). Durch die Trocknung entstehen hohe Mostgewichte aber die Schüttung, also die Menge Saft je kg Beeren ist dadurch auf 30 Prozent statt der üblichen 70 Prozent beschränkt. Der Wein darf frühestens ab dem 1. November des auf die Ernte folgenden Jahres verkauft werden. Sciacchetrà mit dem Prädikat „Riserva“ darf frühestens ab dem 1. November des auf die Ernte folgenden dritten Jahres in Verkehr gebracht werden.[1]

## Etymologie
Sciacchetrà wird im Italienischen mit „Verstärkter“ (ital. rinforzato, im ligurischen Dialekt refursà) oder „Süßer“ (vino dolce, im Dialekt dùse) bezeichnet. Die Etymologie ist ungesichert, wird jedoch überwiegend von dem Wort für „zerquetschen/zerstampfen“ abgeleitet (italien. „schiacciare“, Dialekt sciacàa).

## Beschreibung
Laut der Denomination (Auszug):

### Cinque Terre
- Farbe: mehr oder weniger intensiv strohgelb, lebhaft
- Geruch: intensiv, sauber, fein, anhaltend
- Geschmack: trocken, angenehm, fruchtig, charakteristisch
- Alkoholgehalt: mindestens 11,0 Vol.-%
- Säuregehalt: mind. 5,0 g/l
- Trockenextrakt: mind. 15,0 g/l

### Cinque Terre Sciacchetrà
- Farbe: goldgelb mit bernsteinfarbenen Reflexen, von schöner Lebendigkeit
- Geruch: intensiv nach Passito, charakteristisches Aroma von Honig, angenehm
- Geschmack: von süß bis lieblich, harmonisch, gut strukturiert und vollmundig, angenehm und langer Abgang mit Mandelnachgeschmack
- Alkoholgehalt: mindestens 13,5 Vol.-%, mit einem Rest von mindestens 3,5 % potentiellem Alkoholgehalt
- Säuregehalt: mind. 5,0 g/l
- Trockenextrakt: mind. 23,0 g/l